# Négationnisme
Pour les articles homonymes, voir Négationnisme (homonymie).

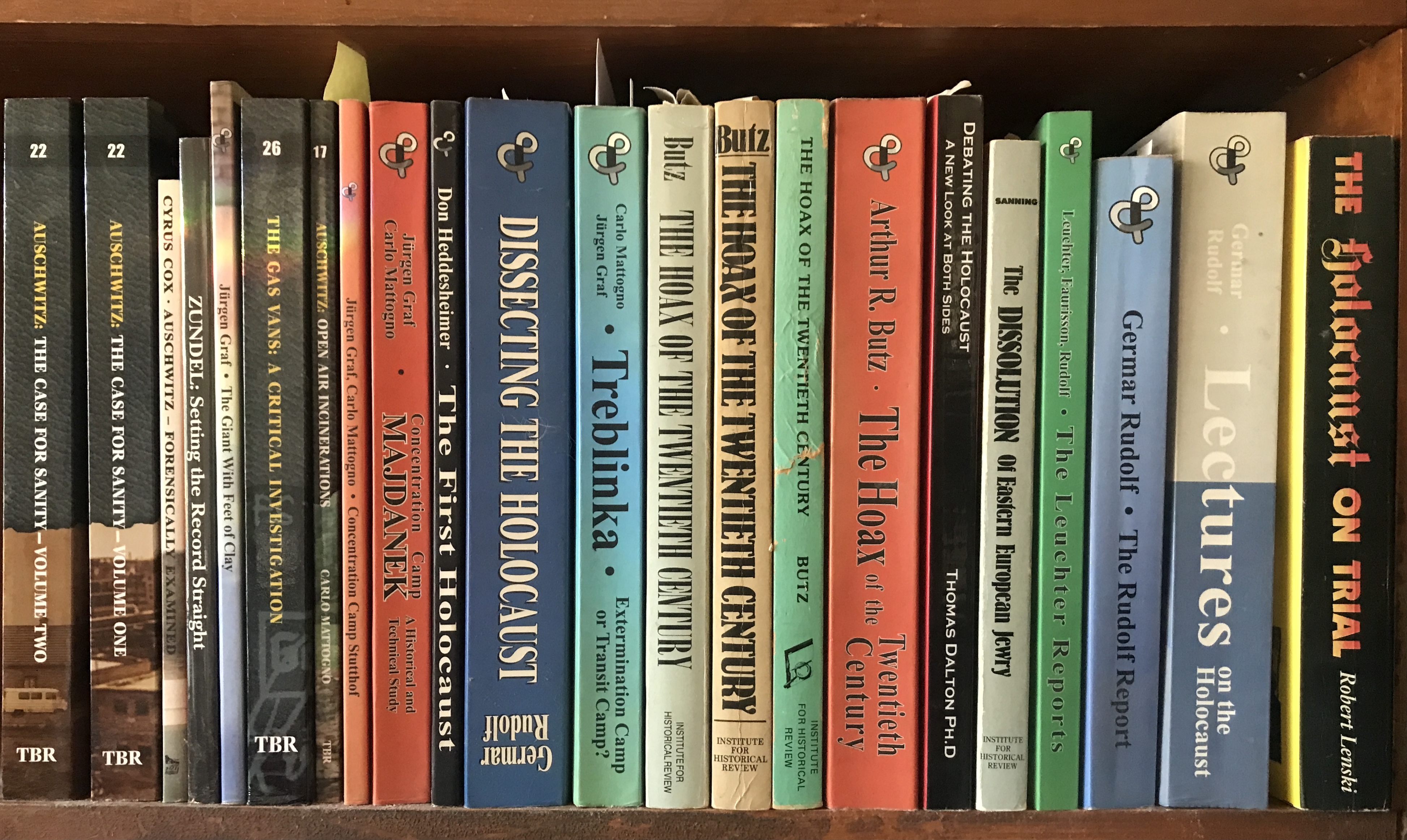
Étagère chargée de différents ouvrages négationnistes.

Le négationnisme est au sens strict la négation de l'existence de la Shoah. Au sens large, le négationnisme désigne un déni de certains génocides ou crimes majeurs, malgré la présence de preuves flagrantes rapportées par les historiens.
Le terme est créé en 1987 par l'historien Henry Rousso pour désigner la contestation de la réalité du génocide mis en œuvre contre les Juifs par l'Allemagne nazie pendant la Seconde Guerre mondiale, c'est-à-dire la négation de la Shoah. Le négationnisme consiste ainsi à prétendre, soit qu'il n'y a pas eu d'intention d'exterminer les Juifs, soit que les moyens de réaliser cette extermination, notamment les chambres à gaz destinées à donner la mort, n'ont pas existé.
Par la suite, le négationnisme désigne la contestation ou la minimisation des crimes contre l'humanité condamnés par le tribunal de Nuremberg, puis par extension la contestation ou la minimisation d'autres faits historiques qu'on pourrait aussi qualifier de crimes contre l'humanité, tels que le génocide arménien perpétré par le gouvernement Jeunes-Turcs de l'Empire ottoman pendant la Première Guerre mondiale, le Holodomor ukrainien par l'URSS (le caractère intentionnel de cette famine est cependant remis en question par de nombreux historiens), le massacre de Nankin par l'armée impériale japonaise, le génocide des Tutsi au Rwanda, les crimes du régime khmer rouge au Cambodge, ou encore le laogai de Chine.
Bien que le spectre des épisodes visés par les négationnistes soit large, des traits communs se retrouvent dans leurs négations respectives, et notamment l'emploi de la méthode hypercritique dans l'analyse des sources et des témoignages ainsi que les sophismes suivants :
- tels détails ne sont pas clairs ou sont contradictoires, donc toute l'explication est fausse, donc les preuves avancées pour cette explication sont en fait des réfutations sophistiques ;
- l'absence de preuves vaut preuve de l'absence des faits invoqués.

Les négationnistes se revendiquent souvent du « révisionnisme historique », courant d'opinion selon lequel l'approche adoptée par les historiens, qui consiste à vérifier et recroiser le maximum d'archives primaires et de traces matérielles conservées, à considérer avec scepticisme les sources et à remettre les faits en perspective dans leurs contextes de l'époque, ne serait pas objective et contribuerait à véhiculer une « histoire officielle » partisane. Selon les « révisionnistes », il faudrait « revisiter l'histoire » en sortant de cette approche, en prenant davantage en considération les points de vue devenus minoritaires ou réfutés par les chercheurs en histoire et en n'écartant pas d'office les sources secondaires propagandistiques qui auraient leur « part de vérité ». C'est pourquoi le terme « révisionnisme » est polémique et fréquemment utilisé comme synonyme de négationnisme, en particulier en français.

## Cas des génocides perpétrés par les nazis
Le 26 janvier 2007, l'Assemblée générale des Nations unies a adopté par consensus une résolution condamnant la négation du génocide des Juifs par l'Allemagne nazie pendant la Seconde Guerre mondiale.
Qu'elle concerne les crimes des nazis ou d'autres, la démarche négationniste a ceci de particulier qu'elle use d'une méthodologie partiale et malhonnête, opérant la sélection, la dissimulation, le détournement ou la destruction d'informations corroborant l'existence du crime (voire la création de fausses preuves « impliquant » l'inexistence des évènements passés). On peut légitimement parler de négationnisme lorsque de telles méthodes sont employées, lorsque les faits contestés ont été indubitablement établis et lorsque les motivations ne sont pas exclusivement la recherche des faits historiques mais la volonté de promouvoir une idéologie, une croyance ou une mémoire collective magnifiée, en l'exonérant des crimes commis en son nom (par exemple le racisme, le communisme, le panturquisme, l'antisémitisme, l'intégrisme religieux…).

## Négationnisme et révisionnisme
La notion de négationnisme est fondamentalement à distinguer de celle du révisionnisme.
Le terme « négationnisme » a été créé par l’historien Henry Rousso en 1987. Son utilité est de désigner correctement la démarche de falsification historique comme celle de Robert Faurisson ou d'Henri Roques, qui se qualifient eux-mêmes indûment de « révisionnistes ». Selon les termes d'Henri Rousso, lors de son témoignage au procès intenté par Robert Faurisson envers Robert Badinter en 2007, « il fallait distinguer ce qui me paraît être la démarche normale d'un historien — la remise en cause permanente d'un certain nombre d'interprétations — de la négation pure et simple d'un certain nombre de faits établis ».
Il s'agit donc principalement de dénoncer les méthodes employées par les négationnistes : contre-vérités, falsifications, discrédit jeté sur les témoins.
Le négationnisme vient en parfaite contradiction des évènements qui se sont effectivement déroulés, alors que le révisionnisme essaye de réinterpréter ou de remettre en perspective des faits, en accord avec les données objectives, sans opérer de sélection dans celles-ci.

## Motivations

### Motivations principales
Les motivations des négationnistes peuvent être diverses. Dans le cas de la négation du génocide juif commis par les nazis, elles apparaissent être principalement l'antisémitisme et la volonté de défendre — en niant la réalité des faits — le régime nazi et ses collaborateurs (comme le régime de Vichy en France). Mais il existe aussi un négationnisme issu de l'« ultragauche » (comme celui du groupe français La Vieille Taupe fondé par Pierre Guillaume) qui visait initialement à défaire la pensée politique du consensus de l'antifascisme jugé préjudiciable à la possibilité de la révolution. Ce groupe très minoritaire est, de fait, conduit à se tourner vers l'extrême droite négationniste.
La négation d’un génocide ou d'un crime contre l'humanité (Shoah, Porajmos, génocide arménien, Goulag, crimes des Khmers rouges, Laogai ou génocide des Tutsis par exemple) vise notamment, de facto, à obtenir un non-lieu pour ce qui est admis comme un crime, et à retirer aux victimes leur droit de mémoire et tout droit à des réparations (en l’absence de crime il n’y a plus ni criminels ni victimes). Le négationnisme peut ainsi servir à protéger les auteurs d'un génocide, leurs complices et leurs héritiers idéologiques.
Les thèses négationnistes reposent le plus souvent sur des faits maquillés (destruction d'archives ou de fosses communes par exemple), et sur la contestation ou l'omission délibérée des éléments à charge. Ces thèses peuvent être le fait d'extrémistes (néo-nazis ou fanatiques religieux par exemple), de faussaires (protochronistes par exemple) mais parfois aussi d'auteurs qui se présentent comme des « historiens » qui emploient la méthode hypercritique pour déclarer que les preuves sont insuffisantes.
Aussi le négationnisme est-il, pour le philosophe André Jacob, une « subversion du doute cartésien » consistant à « profiter, sous l'égide de quelque pulsion inavouée, de l'éloignement temporel des événements pour manipuler et en faire douter ». Pierre-André Taguieff, analysant le complotisme contemporain, relève pour sa part à propos de la « tentation du relativisme radical, impliquant le règne du doute sans limites », qu'à cet égard, « le négationnisme n'est qu'un miroir grossissant d'un phénomène affectant l'ensemble des sciences historiques et sociales ».
Boris Cyrulnik définit le négationnisme comme un message adressé aux survivants : « Crevez, votre souffrance nous importune ».

### Passé et présent
Le négationnisme vise des objectifs politiques, en se référant au passé pour agir sur le terrain des conflits du présent, pour Bernard-Henri Lévy. Ainsi, selon lui, la négation de la Shoah constitue l’un des fondements du nouvel antisémitisme, basé sur l’« accusation d’inventer, aggraver ou, simplement exploiter l’hypothétique souffrance des siens » afin de promouvoir le sionisme. La négation de la Shoah vise, le plus souvent, à faire pression sur le conflit israélo-palestinien, et à délégitimer l'État d'Israël, selon Lévy, en mettant en jeu l’idée que « les juifs seraient des profiteurs, non de guerre, mais de la Shoah, et n’entretiendraient leur obsession mémorielle que dans le but de couvrir leurs propres crimes ».

## Exemples de faits historiques objets du négationnisme

### La Shoah

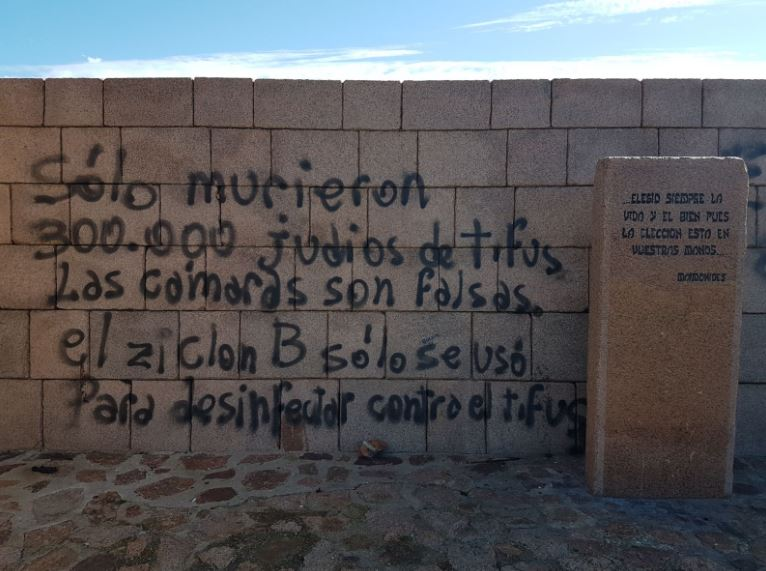
Graffiti sur le mémorial de l'Holocauste du peuple juif à Montevideo (Uruguay) se voulant rétablir « la vérité » en précisant une utilisation du Zyklon B comme désinfectant pour éradiquer le typhus et réduisant le nombre des Juifs « seulement morts du typhus » à 300 000 (photographie de 2017)

La négation de la Shoah est à l'origine du terme même de négationnisme.
Déjà responsable d'une oppression violente et mortifère, le régime nazi a procédé entre août 1941 et début 1945 à une extermination devenue systématique des Juifs européens, en commençant par des tueries en masse dans les territoires soviétiques envahis, d'abord par fusillades ou encore déportations dans des camps de concentration, puis diverses actions de gazage : camions de gazage, puis envoi dans des camps pourvus de chambres à gaz. En 1942, s'ajoutent les déportations de l'Europe occidentale. Très peu de temps avant la libération du camp d'Auschwitz par l'Armée rouge, les déportés en étaient évacués par des marches de la mort, comme l'avaient été et le seront de multiples camps. Les historiens s'accordent pour dire qu'entre 5 et 6 millions de Juifs européens sont morts dans le génocide, en comptant les morts dans les ghettos, les camps, les exécutions directes.
Le déni de la réalité matérielle de cette extermination est apparu après la guerre en Europe et aux États-Unis, porté par des personnes et des groupes marginaux désorganisés, puis s'est déployé dans des partis politiques et des publications principalement d'extrême droite dans diverses parties du monde, en particulier au Moyen-Orient où il intègre parfois la doctrine de forces politiques et religieuses de premier plan. Cette entreprise d'apparence et de prétention scientifique est intrinsèquement antisémite et conspirationniste puisqu'elle présente les Juifs non comme des victimes mais comme des génies criminels, inventeurs d'une odieuse rumeur de génocide qui leur aurait permis d'exercer, au détriment de plusieurs nations, un chantage pour percevoir des compensations financières et légitimer la création de l'État d'Israël. En particulier, la négation de l'existence des chambres à gaz, devenues un symbole du crime nazi et de son caractère massif et industriel, est un aspect et un moyen d'une tentative de réhabilitation du nazisme. Afin de faire passer pour la conclusion d'une étude ce qui est en réalité un présupposé délirant, l'abondante anti-histoire des négationnistes (tels Robert Faurisson, David Irving ou encore Ernst Zündel) use de tous les subterfuges : fabulation, hypercritique, ergotage, dissimulation des preuves, sélection et falsification de témoignages, etc..

### Génocide arménien
Entre avril 1915 et juillet 1916 ont été méthodiquement massacrés les deux tiers de la population arménienne de l'Empire ottoman par le gouvernement Jeune-Turc. Ce génocide a fait près de 1 500 000 morts.
L'État turc admet l'existence d'un « déplacement » des Arméniens et la mort d'une partie d'entre eux, mais réduit beaucoup le nombre des victimes, conteste voire condamne l'utilisation du terme « génocide » et tait le caractère génocidaire des évènements. Officiellement, les responsables Jeunes-Turcs ont déjà été jugés par les Cours martiales turques de 1919-1920 et ce désastre appartient à la longue liste des « massacres » qui émaillent l'histoire de l'humanité. La diplomatie turque mène un important travail de lobbying pour faire valoir sa vision des faits.

### Guerre de Sécession américaine et Lost Cause
La « Cause Perdue » est une théorie négationniste américaine qui tente de minimiser voire de nier le rôle central de l'esclavagisme dans le déclenchement et l'issue de la guerre de sécession (1861-1865), pour dédouaner le Sud et ses principaux chefs de motivations principalement esclavagistes.

### Crimes communistes
Pendant toute la Guerre froide, l'existence même du Goulag et de l'Holodomor ainsi que le fait que l'URSS soit l'auteur du massacre de Katyń ont été niés par les gouvernements des pays du bloc de l'Est et par la presse communiste internationale, y compris des historiens universitaires reconnus et par des journalistes et polémistes comme Louis Aragon, Jean Bruhat, Jean Bruller, Pierre Courtade, Pierre Daix, Roger Garaudy, Fernand Grenier, Jacques Jurquet, Louis Martin-Chauffier, Claude Morgan, ou André Wurmser ; le même phénomène a existé dans le mouvement maoïste concernant le Laogai (« Goulag chinois »). De même pour la Décosaquisation. Quant aux témoins, tels Margarete Buber-Neumann, (auteur et survivante aux camps du Goulag en Union soviétique et aux camps de concentration nazis), Jacques Rossi, David Rousset, Boris Souvarine, Alexandre Soljenitsyne ou Jean Pasqualini (auteur de Prisonnier de Mao. Sept ans dans un camp de travail en Chine), ils étaient considérés par les négationnistes comme des affabulateurs mus par un « anticommunisme viscéral » ou des agents d'influence de la CIA. Pendant les années 1930, Walter Duranty, correspondant du New York Times à Moscou et prix Pulitzer en 1932, nie l'existence de la famine ukrainienne de 1932-1933 et contredit avec véhémence les témoignages d'autres journalistes comme Malcolm Muggeridge ou Gareth Jones. Jacques Jurquet nie en outre le génocide des Khmers rouges.
Ce n'est qu'à partir de la Glasnost (1989) que les archives ont commencé à s'ouvrir, que les gouvernements concernés ont reconnu ces crimes, et que journalistes et historiens « sympathisants » ont cessé de les nier (tout en continuant, pour certains, à les relativiser). En 1990, un éditorial de Karl E. Meyer (en) dans le New York Times reconnaît que Walter Duranty fut l'auteur de « quelques-uns des pires reportages jamais parus dans ce journal ».

### Crimes de guerre japonais
La Chine, la Corée du Sud et les Philippines dénoncent régulièrement les tentatives de la droite nationaliste japonaise de nier les crimes de guerre perpétrés sur le continent asiatique par l'armée impériale japonaise au cours de l'expansion de l'empire japonais.
Le massacre perpétré par l'armée impériale japonaise à Nankin lors de l'invasion de la Chine, l'esclavage sexuel imposé à des civiles et les expérimentations menées sur des humains par des unités de recherche bactériologiques constituent notamment des épisodes de cette histoire longtemps occultée pour des raisons politiques. Dans le cadre de la Guerre froide, le gouvernement des États-Unis, par exemple, n'a pas voulu s'aliéner son allié japonais et nombre de criminels ont été exonérés de poursuites devant le Tribunal de Tokyo.
La visite annuelle de l'ancien premier ministre japonais, Jun'ichirō Koizumi, au sanctuaire de Yasukuni-jinja, où sont honorés certains criminels de guerre, a fait l'objet de protestations régulières, de même que les déclarations de Shinzō Abe sur l'implication du régime shôwa dans l'enlèvement des femmes de réconfort.
En 1990, le maire de Nagasaki, Motoshima Hitoshi, a été victime d'une tentative d'assassinat pour avoir soulevé la question de la responsabilité de l'empereur Hirohito dans la Seconde Guerre mondiale.

### Massacre de Srebrenica
Pour nier le massacre, des cercles ultranationalistes serbes et leurs relais dans l'extrême droite européenne minimisent le nombre des victimes, contestent la légitimité du Tribunal pénal international pour l'ex-Yougoslavie et rejettent les responsabilités sur de supposés « impérialistes occidentaux », voire sur les victimes elles-mêmes,.
Le massacre de Srebrenica possède les caractéristiques des procédés génocidaires, il est souvent simplement qualifié de génocide par les médias et des associations des droits de l'homme depuis que le Tribunal pénal international et la Cour internationale de justice le conçoivent juridiquement comme tel,. Certains historiens ou humanitaires, tels Yves Ternon ou Rony Brauman, contestent cette qualification, mais leurs arguments ne sont pas négationnistes.

### Génocide des Tutsi au Rwanda
La théorie du « double génocide » a pour but de transformer le génocide des Tutsi en un massacre « inter-ethnique » pour disculper le gouvernement intérimaire rwandais de 1994, dont les deux tiers des membres ont été poursuivis par le Tribunal pénal international pour le Rwanda. Elle a aussi pour objectif de « disculper » les autorités occidentales accusées de l'avoir soutenu passivement ou activement. Ce négationnisme, très répandu dans la francophonie, est souvent exprimé par le pluriel : les génocides au Rwanda. Cette expression a été utilisée notamment en France par François Mitterrand dans la version écrite de son discours à Biarritz du 8 novembre 1994,.
Le mythe du complot hamite repose sur des documents de même nature que Les Protocoles des Sages de Sion. Il servit de justificatif au génocide des Tutsi au Rwanda. Il s'agit de la systématisation des spéculations des premiers colonisateurs de la région qui voyaient chez les Tutsi du Rwanda et du Burundi des descendants des hamites ayant émigré au Rwanda plusieurs siècles auparavant.

### Négationnisme colonial
La colonisation de l'Algérie par la France est accompagnée par des discours affirmant qu'il s'agit d'une région sans histoire propre.

### Traites négrières
Les attitudes négationnistes concernant la traite des esclaves originaires d'Afrique subsaharienne par des Européens du XVIe au XVIIIe siècle sont de plus en plus rares compte tenu de l'abondance des preuves historiques et de l'évolution des idées. En revanche les traites négrières réalisées du Moyen Âge aux Temps Modernes sous des responsabilités non européennes ou partagées entre Européens et non-Européens sont encore souvent niées ou du moins fortement minimisées. Pour justifier ce négationnisme, l'argument le plus souvent invoqué est la crainte qu'une trop large publicité sur les activités esclavagistes non européennes ne relativise les responsabilités européennes.

## Démarches et méthodes du négationnisme
Il existe une méthodologie générale de la négation, qui emprunte tantôt à une démarche historique (révisionnisme historique) dévoyée, mais aussi à des procédés rhétoriques.

### Argument de la rétro-analyse
Les événements les plus susceptibles de remise en cause négationniste semblent être des événements au fort contenu émotionnel. Cela permet au négationnisme d'arguer que l'affectivité serait à l'origine des différents témoignages sur les événements.
On pourra ainsi prétendre, sans aucune démonstration, que les chambres à gaz ne sont que des constructions postérieures à la guerre érigées pour accréditer la thèse de la Shoah et diaboliser l’Allemagne nazie. Les différents témoins seront de fait, présentés comme autant d’agents manipulateurs (stipendiés par le KGB, la CIA, la DGSE, par exemple).
Cette inversion de la charge de la preuve implique de gonfler un événement réel ou de créer un événement imaginaire (théorie d'un « complot juif international », théorie du complot prémédité, de la part de la victime ou d’une tierce partie ayant intérêt au déclenchement des hostilités).

### Neutralisation des témoins
Le silence sur les événements par tous les moyens, la neutralisation (de la ridiculisation à l'élimination) des personnes qui affirment l'existence de génocides sont des constantes de ce type de démarche.

### Utilisation des médias
Les négationnistes, selon Pierre Vidal-Naquet, exploitent l'ignorance des journalistes. Vidal-Naquet cite la description que fait Marshall Sahlins (New York Review of Books du 22 mars 1979) de cette manipulation :

« Le livre d'Arens suit un modèle traditionnel des entreprises journalistico-scientifiques en Amérique : le professeur X émet quelque théorie monstrueuse - par exemple : les nazis n'ont pas véritablement tué les Juifs ; ou encore : la civilisation humaine vient d'une autre planète ; ou enfin : le cannibalisme n'existe pas. Comme les faits plaident contre lui, l'argument principal de X consiste à exprimer, sur le ton le plus élevé qui soit, son propre mépris pour toutes les preuves qui parlent contre lui […]. Tout cela provoque Y ou Z à publier une mise au point telle que celle-ci. X devient désormais le très discuté professeur X et son livre reçoit des comptes rendus respectueux écrits par des non-spécialistes dans Time, Newsweek et le New Yorker. Puis s'ouvrent la radio, la télévision et les colonnes de la presse quotidienne. »

## Paul Rateau
Dans La vérité, le mensonge et la loi, Paul Rateau a montré les dangers que représente l’admission — au nom de la liberté d’expression — du négationnisme dans l’espace public. D’une part, parce que le négationnisme ne procède pas de l’ignorance ou d’une méprise de celui qui le défend, mais d’une intention délibérée de falsifier les faits. Il n’est donc pas une erreur, mais une tromperie. D’autre part, parce qu'admettre la diffusion d’idées négationnistes tend à présenter celles-ci comme des « opinions » recevables et respectables comme n’importe quelles autres, au nom de la liberté d’opinion et d’expression. Le « négationniste » y gagne en respectabilité et parvient ainsi à se placer au même niveau que l’historien et le savant, au préjudice de la vérité ramenée elle-même à une simple opinion. Pour P. Rateau, la falsification historique ne peut pas avoir sa place dans le débat public, car, écrit-il, le mensonge qu’elle défend « n’est tout simplement pas une opinion, ni une interprétation sur laquelle on serait amené à donner son avis, mais une fraude dont le but est de transformer le monde ». Le mensonge devient « délictuel lorsqu’il offense, diffame, voire menace l’ordre public en incitant à la haine. C’est à ce titre qu’une loi doit le sanctionner, et non parce qu’il s’agirait d’une opinion fausse ou d’une erreur (ce que, encore une fois, il n’est pas) ». La loi dite loi Gayssot du 13 juillet 1990 visant à interdire le négationnisme ne fixe, selon P. Rateau, aucune vérité « officielle » ou « d’État ». Par cette loi, l’État ne se prononce pas sur l’histoire, sur le fait lui-même. Il ne dit pas ce qu’il faut en penser ni comment l’interpréter. C’est la contestation publique de sa réalité qu’il condamne. Ainsi, conclut P. Rateau, « la loi ne soumet pas la politique à la vérité, ni la vérité à la politique ». Elle empêche simplement la confusion entre les vérités factuelles établies par la recherche historique (c’est-à-dire par une instance indépendante de l’État), les mensonges visant à manipuler et à tromper, et les opinions, objet seul de débats et de discussions dans l’espace public.

## Incrimination pénale
La négation du génocide perpétré par l'Allemagne nazie et par ses satellites (y compris le régime de Vichy) contre les Juifs est réprimée pénalement dans les pays suivants :
- Allemagne : article 130 du Code pénal (1985)
- Autriche
- Belgique : loi du 23 mars 1995 (en)
- Canada : le négationnisme est puni traditionnellement sous les chefs d'accusation l'incitation à la haine et de fomentation volontaire de la haine, voir par ex. les arrêts R. c. Keegstra, [1990] 3 RCS 697 et R. c. Castonguay, 2013 QCCQ 4286 ; en avril 2022, une infraction visant spécifiquement le négationnisme est ajoutée dans un projet de loi[31].
- Espagne (seules la justification ou l'incitation au négationnisme sont illégales)
- France : loi Gayssot (1990)
- Hongrie
- Israël
- Liechtenstein
- Lituanie
- Luxembourg
- Pays-Bas (uniquement si intention d'inciter à la haine raciale)
- Pologne
- Portugal (uniquement si intention d'inciter à la haine raciale)
- République tchèque
- Roumanie
- Slovaquie
- Suisse : article 261 bis du code pénal (1994)

Aux États-Unis, le premier amendement à la Constitution, qui interdit de légiférer sur le droit de s'exprimer, empêche le vote d'une loi pénale punissant le négationnisme. En Europe, l'article 10 de la Convention européenne des droits de l'homme garantit la liberté d'expression, alors que l'article 17 interdit d'abuser du droit. La Cour européenne des droits de l'homme, s'appuyant sur ces deux articles, a conforté l'utilisation de la loi française du 13 juillet 1990 dite loi Gayssot pour poursuivre et condamner des auteurs de publications négationnistes. En France, la Cour de cassation et la Cour d'appel de Paris ont jugé que la liberté d'expression pouvait légitimement être restreinte pour des motifs de protection de l'ordre public, de la morale et des intérêts des victimes du nazisme.

#### En français
- (collectif), Négationnistes : les chiffonniers de l'histoire, Paris, Syllepse, 1997.
- Kenneth Bertrams, Pierre-Olivier de Broux, Du négationnisme au devoir de mémoire. L'histoire est-elle prisonnière ou gardienne de la liberté d'expression?, in Les propos qui heurtent, choquent ou inquiètent, Revue de droit de l'Université libre de Bruxelles, Bruxelles, Bruylant, 2008, p. 75-134 [lire en ligne]
- Pierre Bridonneau, Oui, il faut parler des négationnistes, Cerf, 1997 [lire en ligne]
- Bernard Comte, Le Génocide nazi et les négationnistes, 1990 [lire en ligne]
- Stéphanie Courouble Share (préf. Pascal Ory), Les idées fausses ne meurent jamais : le négationnisme, histoire d'un réseau international, Paris, Le Bord de l'eau, coll. « Judaïsme », 2021, 530 p. (ISBN 978-2-356-87787-1).
- Alain Finkielkraut L'avenir d'une négation : réflexion sur la question du génocide, Paris Seuil, 1982.
- Nadine Fresco, « Les redresseurs de morts. Chambres à gaz : la bonne nouvelle. Comment on révise l'histoire », Les Temps modernes, no 407,‎ juin 1980, p. 2150-2211 (lire en ligne).
- Nadine Fresco, Les « révisionnistes » négateurs de la Shoah, in l’article « Révisionnisme », Encyclopaedia Universalis, 1990
- Nadine Fresco, Fabrication d'un antisémite, Paris, Seuil, 1999.
- Nadine Fresco, Le négationnisme, Encyclopaedia Universalis, 2004 [lire en ligne]
- Valérie Igounet, Histoire du négationnisme en France, Paris, Éditions du Seuil, 2000.
- Valérie Igounet, Le Négationnisme en France, PUF, Que sais-je ?, 2020.
- Jan Markiewicz, Wojciech Gubala, Jerrzy Labedz, Rapport sur les composés de cyanure à Auschwitz-Birkenau, Z Zagadnien Sądowych, XXX, 1994. [lire en ligne]
- Jean-Claude Pressac, Les carences et incohérences du Rapport Leuchter . « Jour J., la lettre télégraphique juive », 12.12.1988. [lire en ligne]
- Jean-Claude Pressac, Les Crématoires d’Auschwitz: La Machinerie Du Meurtre De Masse . CNRS éditions, Paris, 1993.Valère
- Paul Rateau, « La vérité, le mensonge et la loi », Les Temps Modernes, Gallimard, Paris, 2007.[lire en ligne]
- Henry Rousso, Le dossier Lyon III : le rapport sur le racisme et le négationnisme à l'université Jean-Moulin, Paris, Fayard, 2004.
- Valère Staraselski, Au nom de la loi, cosigné avec Didier Daeninckx, publié aux éditions Bérénice, 1998  (ISBN 2843840147).
- Maxime Steinberg, Les yeux du témoin et le regard du borgne. L’Histoire face au révisionnisme, Les Éditions du Cerf, Paris, 1990. [lire en ligne]
- Yves Ternon, Du négationnisme. Mémoire et tabou, Paris, Desclée de Brouwer, 1998.
- Pierre Vidal-Naquet, Les Assassins de la mémoire : « Un Eichmann de papier » et autres essais sur le révisionnisme, Paris, La Découverte, coll. « Cahiers libres », 1987, 231 p. (ISBN 2-7071-1704-8, présentation en ligne). Édition revue et augmentée : Pierre Vidal-Naquet (postface Gisèle Sapiro), Les Assassins de la mémoire : « Un Eichmann de papier » et autres essais sur le révisionnisme, Paris, La Découverte, coll. « La Découverte-poche. Essais », 2005, 227 p., poche (ISBN 2-7071-4545-9).
- Georges Wellers, À propos du Rapport Leuchter et les chambres à gaz d’Auschwitz, dans Le Monde Juif, no 134, 1989.
- Thierry Wolton, Le négationnisme de gauche, Grasset, 2019.

#### En anglais
- (en) Richard J. Evans, « In Defense of History », New York: Norton, 1999
- (en) Richard J. Evans « Lying about Hitler: History, Holocaust and the David Irving Trial ». Basic Books, New York 2001
- (en) Nadine Fresco , « The Denial of the Dead On the Faurisson Affair » 1981.
- (en) Patrick Finney “Ethics, Historical Relativism and Holocaust Denial.” Rethinking History 2 (1998): 359-369. * élément B
- (en) Ted Gottfried « Deniers of the Holocaust : who they are, what they do, why they do it » Brookfield, Conn. Twenty-First Century Books, 2001.
- (en) D.D. Guttenplan D.D. « The Holocaust on Trial » Norton, New York, 2001.
- (en) Rivkah Knoller « Denial of the Holocaust : a bibliography of literature denying or distorting the Holocaust, and of literature about this phenomenon ». Bar-Ilan University, [1992]
- (en) Deborah Lipstadt, Denying the Holocaust: The Growing Assault on Truth and Memory, Plume (The Penguin Group), 1994.
- (en) Jan Markiewicz, Wojciech Gubala, Jerrzy Labedz, « A Study of the Cyanide Compounds Content in the Walls of the Gas Chambers in the Former Auschwitz & Birkenau Concentration Camps », Z Zagadnien Sqdowych, XXX, 1994.
- (en) Jean-Claude Pressac « Auschwitz: Technique and operation of the gas chambers ». The Beate Klarsfeld Foundation, New York, 1989. [lire en ligne]
- (en) Gill Seidel « The Holocaust denial : antisemitism, racism & the new right », Londres, 1986.
- (en) Shelly Shapiro « Truth Prevails. Demolishing Holocaust Denial: the end of The Leuchter Report ». The Beate Klarsfeld Foundation, New York, 1990.
- (en) Michael Shermer, « Why People Believe Weird Things: Pseudoscience, Superstition, and Other Confusions of our Time », Freeman, New York, 1997.
- (en) Michael Shermer, « Holocaust Revisionism Update: David Cole Recants/David Irving Says Churchill Knew About Pearl Harbor », dans Skeptic vol. 6, no 1 (1998), p. 23-25.
- (en) Michael Shermer, Alex Grobman, « Denying History. Who says the Holocaust never Happened and why do they say it? », University of California Press, Berkeley, 2000.
- (en) John C. Zimmerman, « Holocaust denial : demographics, testimonies, and Ideologies », Lanham (Md.), University Press of America, 2000.
- (en) John C. Zimmerman, « Holocaust Denial », dans Los Angeles Times, 16 janvier 2000, p. M4.

#### En allemand
- (de) Brigitte Bailer-Galanda, Wilhelm Lasek, « Amoklauf gegen die Wirklichkeit. NS-Verbrechen und revisionistische Geschichtsschreibung ».Wien, 1992
- (de) Till Bastian, « Auschwitz und die "Auschwitz-Lüge" », in Massenmord und Geschichtsfälschung, Beck’sche Reihe München, 1994
- (de) Martin Finkenberger/Horst Junginger (Hrsg.): « Im Dienste der Lügen. Herbert Grabert (1901–1978) und seine Verlage ». Aschaffenburg : Alibri-Verl., 2004.  (ISBN 3-932710-76-2);
- (de) Thomas Wandres, « Die Strafbarkeit des Auschwitz-Leugnens », Berlin, 2000.
- (de) Werner Wegner, « Keine Massenvergasungen in Auschwitz? Zur Kritik des Leuchter-Gutachtens », dans Die Schatten der Vergangenheit. Impulse zur Historisierung der Vergangenheit, sous la direction de Uwe Backes, Eckhard Jesse et Rainer Zitelmann, Propyläen Verlag, Berlin, 1990.
- (de) Jürgen Zarusky, « Leugnung des Holocaust. Die antisemitische Strategie nach Auschwitz. Bundesprüfstelle für jugendgefährdende Schriften Aktuell – Amtliches Mitteilungsblatt », dans Jahrestagung 9/10, Marburg, novembre 1999.

#### En italien
- (it) Francesco Germinario « Estranei alla democrazia. Negazionismo e antisemitismo nella destra radicale italiana ». BFS Editore, Pisa 2001
- (it) Valentina Pisanty « L’irritante questione delle camere a gas. Logica del negazionismo ». Bompiani, Milano 1998.
- (it) Francesco Rotondi « Luna di miele ad Auschwitz. Riflessioni sul negazionismo della Shoah », ESI, Napoli, 2005.